# StuG III
Sturmgeschütz III (StuG III; Штурмгешютц III, Штуг III) — средняя по массе немецкая самоходно-артиллерийская установка класса штурмовых орудий времён Второй мировой войны на базе танка PzKpfw III. Серийно выпускалась в различных модификациях с 1940 по 1945 год и стала самым массовым по численности представителем бронетехники вермахта (выпущено порядка 9250 САУ с 75-мм орудиями).
Полное официальное название машины — Gepanzerte Selbstfahrlafette für Sturmgeschütz III mit 7,5-cm-Sturmkanone 37 oder 40. По ведомственному рубрикатору министерства вооружений нацистской Германии САУ обозначалась как Sd.Kfz.142. StuG III также обозначается как StuG 40, в советской литературе эту машину именовали «Арт-Штурм». StuG III активно использовались на всех фронтах Второй мировой войны и в целом получили хорошие отзывы немецкого командования: по отчётам гитлеровцев, к началу 1944 на счету StuG III было около 20 000 танков противника. Захваченные Красной армией StuG III переделывались в САУ СГ-122.

## Предпосылки
В 1935 Эрих фон Манштейн в письме к генералу Беку описал идею машин «штурмовой артиллерии», главной задачей которых должна быть непосредственная поддержка атакующих подразделений пехоты.
После проработки подробных запросов, 15 июня 1936 года фирма Daimler-Benz получила заказ на проектирование бронированных машин поддержки пехоты, вооружённых 75-мм пушкой, с углом горизонтального наведения по крайней мере 25°. Машина должна была быть полностью бронирована, тем самым защищая экипаж от огня неприятеля, а полная высота не должна была превышать рост среднего солдата. Для разработки новой САУ Daimler-Benz решил использовать шасси нового среднего танка PzKpfw III.
Первые пять прототипов были произведены в 1937 году на шасси PzKpfw III Ausf. B. Они были вооружены короткоствольной (L/24 — длина ствола 24 калибра) 75-мм пушкой Sturmgeschütz 7,5 cm Kanone (Stu.G. 7,5 cm K.) с низкой начальной скоростью снаряда. После столкновения в СССР с танками Т-34 было решено оснастить StuG III длинноствольной пушкой с более мощным зарядом в гильзе, способной пробивать броню советских танков.
С весны 1942 года стали использовать 75-мм пушки Stu.K. 40 L/43, а осенью этого года ещё более длинноствольные версии этой пушки — L/48.
Более поздние модели StuG III также были оснащены пулемётом MG-34 калибром 7,92 мм, установленным перед командирским люком (так как другого способа установки пулемёта не имелось).
Все машины из серии Sturmgeshütz были дешевле в производстве, чем танки на тех же шасси. StuG III стоил 82,5 тысяч марок, в то время как танк PzKpfw III стоил более 103 тысяч марок (буксируемый вариант той же 75-мм пушки, используемой в Sturmgeschütz III, стоил 12 тыс. марок).

## История развития
Во время начальной фазы Второй мировой войны немецкое командование в 1939 году поставило вопрос о создании мобильной артиллерии, действующей в боевых порядках пехоты и расчищающей ей путь на поле боя путём уничтожения пулемётных гнёзд и пушек врага огнём прямой наводкой. По сравнению с танками от боевой машины новой концепции не требовалось размещение вооружения во вращающейся башне, приоритетными направлениями были огневая мощь, малые габариты, хорошее лобовое бронирование и низкая стоимость производства. Фирме Daimler-Benz удалось удачно воплотить все эти пожелания в реальность — её конструкторы разместили короткоствольное 75-мм орудие в броневой рубке на шасси танка PzKpfw III с усилением лобового бронирования до 50 мм (база имела только 30 мм). Получившаяся САУ StuG III стала самым массовым образцом немецкой бронетехники времён Второй мировой войны и хорошо себя зарекомендовала в боях. Серьёзными недостатками StuG III было отсутствие пулемёта и низкая начальная скорость снаряда. В результате САУ была беззащитна в ближнем бою и против танков с хорошим бронированием, поэтому самостоятельно StuG III применялись нечасто. Эти проблемы удалось решить к началу 1943 года, когда финальная версия StuG III Ausf. G получила 75-мм длинноствольное орудие, пулемёт, 80-мм лобовое бронирование и бортовые экраны, защищающие от кумулятивных боеприпасов и пуль противотанковых ружей.
В дальнейшем немецкие конструкторы создали ряд массовых моделей штурмовых орудий на базе другого основного среднего танка PzKpfw IV и малую серию САУ Штурмтигр на базе тяжёлого танка PzKpfw VI Ausf. H «Тигр I».
На 1 июня 1941 года в Вермахте числились 377 машин и ещё 6 в войсках СС. При нападении на СССР были задействованы 301 StuG III в составе 11 дивизионов, 5 отдельных батарей и 5 батарей, входивших в соединения.

## Аналоги StuG III
Ко времени вторжения во Францию в опытную эксплуатацию в вермахт поступили так называемые «штурмовые орудия», их боевой дебют оказался весьма успешным, они прочно заняли своё место в вермахте. Этот успех не остался незамеченным в СССР, и в конце 1940 — начале 1941 года вновь был поднят вопрос о создании их аналога. Однако на тот момент среди советских военных теоретиков ещё не было окончательно решено, какой вид должна иметь боевая машина непосредственной поддержки пехоты и танков — безбашенной САУ, как StuG III, или более привычного для СССР «артиллерийского танка» по типу серийных БТ-7А. Начало Великой Отечественной войны положило конец этим предварительным идеям. По результатам анализа первого полугодия боевых действий советскими специалистами вновь была отмечена эффективность немецких штурмовых орудий, 14—15 апреля 1942 года состоялся пленум артиллерийского комитета, на котором обсуждался, в том числе, и вопрос о создании собственного безбашенного «штурмового танка». Но в гораздо большей степени на его развитие оказали влияние другие причины. За 1941 год танковые войска РККА понесли катастрофические потери в материальной части, а быстрое продвижение вермахта вглубь территории СССР привело к захвату части советских сырьевых баз и производственных мощностей. Ряд предприятий оборонной промышленности был успешно эвакуирован, но в условиях развёртывания производства на новых местах и разрушенных связей со смежниками ожидать быстрого увеличения выпуска танков не приходилось. А поскольку для них это было самым приоритетным требованием Государственного комитета обороны (ГКО), одним из важнейших путей его исполнения являлось упрощение и удешевление конструкции выпускаемых танков. Именно по этой причине на УЗТМ после пленума конструкторы Н. В. Курин и Г. Ф. Ксюнин разработали проект безбашенного штурмового танка У-33 с полным сохранением ходовой части Т-34 и вооружением в виде 76-мм дивизионной пушки ЗИС-22 (вариант орудия Ф-22УСВ выпуска военного времени) на тумбовой установке. За счёт отказа от башни удалось на 27 % снизить трудоёмкость изготовления, а полученный резерв по массе порядка 1,8—2,1 тонны можно было использовать для усиления лобового бронирования до толщины 75 мм и более. Проект получил высокую оценку, но остался нереализованным в металле из-за большой занятости УЗТМ заданием по освоению серийного выпуска Т-34.
Эвакуация танковых заводов и большая потребность Красной армии в танках не позволили сразу же выполнить это задание, однако в ноябре — декабре 1942 года в весьма сжатые сроки советские конструкторы разработали среднее штурмовое орудие СУ-122 и тяжёлое СУ-152. Эти машины сразу же хорошо зарекомендовали себя в боях, однако большая надобность в истребителях танков вынудила прекратить серийный выпуск и дальнейшее развитие средних штурмовых орудий. Тяжёлые штурмовые орудия показали себя незаменимыми при прорыве заранее укреплённой обороны противника и штурмах городов, поэтому с появлением нового танка ИС-1 его базу сразу же использовали для создания тяжёлого штурмового орудия ИСУ-152. После устранения «детских болезней» конструкции эта технологичная, надёжная, неприхотливая, хорошо бронированная и мощно вооружённая машина стала лучшей в своём классе.
Хорошая эффективность StuG III сразу же стала предметом пристального внимания союзников и противников. Итальянские военные, недовольные боевыми характеристиками своих устаревших танков семейства M13/M14/M15, потребовали создать на их базе аналог StuG III. Фирма «Фиат-Ансальдо» успешно справилась с заданием, разработав САУ Semovente da 75/18 и впоследствии ещё более мощные штурмовые орудия. Эти машины стали самой боеспособной итальянской бронетехникой, нанёсшей серьёзные потери войскам Великобритании и США в боях в Северной Африке и в Италии.

## Основные модификации
- StuG III 0-serie (s.Pak) — ранний вариант САУ (1937 год). Выполнена на базе Pz. III Ausf. B, с рубкой выполненной из не броневой стали. Вооружён короткоствольной 75-мм пушкой (англ. Tank gun) Kampfwagenkanone (длина ствола 24 калибра) Stu.G. 7,5 cm K. Выпущено 5 штук. Использовались в учебных целях до 1941 года.
- StuG III Ausf. A — первый серийный вариант САУ (январь 1940 год). Лобовое бронирование 50 мм, вооружён короткоствольной 75-мм пушкой с длиной ствола 24 калибра Stu.G. 7,5 cm K. С января по май 1940 г. фирмой Daimler-Benz выпущено 30 машин (№ 90001 — 90030). Последние 6 из них поступили в бригаду «Leibstandarte SS Adolf Hitler». После этого производство перенесли на Alkett, которая занималась этим вплоть до последних дней войны. Для возмещения переданных СС установок, из серии линейных танков Pz III Ausf. G были взяты 8 шасси, которые в сентябре 1940 года переделали на Daimler-Benz в штурмовые орудия (№ 90401 — 90408). В связи с тем, что лобовая броня танка составляла лишь 30 мм, она была усилена дополнительным 20-мм листом, закреплённым болтами. Несмотря на то, что зачастую в литературе эти машины относят к модификации Ausf. B, в архивных документах они указываются как Ausf. A, поскольку все так же были оснащены 10-скоростной коробкой передач Maybach SRG 328 145. Окончательно машины были сданы в январе 1941 года. 6 из них поступили на вооружение 666-й батареи штурмовых орудий.
- StuG III Ausf. B (июль 1940 года). Лобовое бронирование 50 мм, вооружён короткоствольной 75-мм пушкой Stu.G. 7,5 cm K. Основное отличие этой модификации от предыдущей состояло во введении более широких гусениц (шириной 38 см), широкой звёздочки и опорных катков, а также новой 6-скоростной коробки передач ZF SSG 77 Aphon. С июля 1940 по апрель 1941 года двумя сериями выпущено 300 установок (№ 90101 — 90350, 90501 — 90550).
- StuG III Ausf. C (апрель 1941 года). Упрощена конструкция рубки. Введён новый перископический прицел орудия SflZF-1, что так же потребовало изменить конструкцию люка наводчика. В апреле — мае 1941 года выпущено 50 машин (№ 90551 — 90600).
- StuG III Ausf. D (май 1941). Единственное установленное отличие от предыдущей модификации — установка электрозвонка у правого уха механика-водителя, для подачи сигналов командиром, а также впервые применена технология закалки лобовых деталей брони. Три самоходных орудия этого типа были отправлены в Африку и использовались германским африканским корпусом. С мая по сентябрь 1941 года выпустили 150 единиц (№ 90601 — 90750).
- StuG III Ausf. E (сентябрь 1941 года). Эта модификация была разработана как командирская машина, с улучшенной аппаратурой связи, что потребовало установки с обеих сторон рубки и увеличения бортовых ниш для установки радиоаппаратуры. Машина оснащена дополнительной радиостанцией и антенной. С сентября 1941 по февраль 1942 года выпустили 284 установки (№ 90751 — 91034).
- StuG III Ausf. F (март 1942 года). Первый крупносерийный вариант, начиная с которого САУ стала также известна под обозначением StuG 40. Увеличены противотанковые возможности машины, лобовое бронирование последних машин доведено до 80 мм путём наваривания 30-мм дополнительных бронеплит. На первых 120 машинах устанавливалась 75-мм длинноствольная пушка Stuk 40 с длиной ствола 43 калибра (L/43), на последующих StuG 40 — L/48. Установлен вентилятор на крыше рубки для уменьшения загазованности боевого отделения. С марта по сентябрь 1942 года выпущено 366 машин (№ 91035 — 91400).
- StuG III Ausf. F/8 (сентябрь 1942 года). Лобовое бронирование 80 мм. Дополнительные 30-мм бронеплиты крепились на болтах. Устанавливалась 75-мм длинноствольная пушка Stuk 40 L/48. С сентября по декабрь 1942 года выпущено 250 установок (№ 91401 — 91650). Цифра 8 в наименовании установки означала толщину лобовой брони в сантиметрах.
- StuG III Ausf. G (декабрь 1942 года). Самая массовая модификация. Установлена 75-мм пушка Stuk 40 L/48. Усиление бронезащиты обеспечивалось броневыми экранами, прикрывавшими ходовую часть и борта машины. Дистанционно управляемый пулемёт для борьбы с пехотой. Alkett начал производство в декабре 1942 года. Первая серия из 2600 машин имела № 91651 — 94250, вторая начиналась с № 105001 и закончилась примерно на № 108920. Однако стоит учитывать, что выпускавшиеся параллельно StuH 42 получали номера из этих серий. Фирма MIAG подключилась к выпуску в феврале 1943 года (№ 95001 — 97586), выпустив до апреля 1945 года 2586 машин. Кроме того в 1943 году 142 шасси Pz. III Ausf. M производства MAN (№ 76127 — 76210, 77351 — 77408) были переделаны в StuG III Ausf. G, получив, впрочем, номера из серии Alkett. Всего же с декабря 1942 по апрель 1945 года произведено порядка 7800 машин.
- СГ-122 — советская самоходная артиллерийская установка на базе захваченных Красной Армией немецких штурмовых орудий StuG III.

| Таблица модификаций                 |             |                          |                          |                           |                           |                          |                                                   |
| Модификация                         | 0-serie     | Ausf. A                  | Ausf. B                  | Ausf. C—D                 | Ausf. E                   | Ausf. F—F/8              | Ausf. G                                           |
| Экипаж                              | 4           | 4                        | 4                        | 4                         | 4                         | 4                        | 4                                                 |
| Боевая масса (кг)                   | 16 000      | 19 600                   | 21 000                   | 22 000                    | 22 000                    | 23 400                   | 23 900                                            |
| Длина (мм)                          | 5665        | 5380                     | 5400                     | 5500                      | 5500                      | 6310—6770                | 6770                                              |
| Ширина (мм)                         | 2810        | 2920                     | 2950                     | 2950                      | 2950                      | 2950                     | 2950                                              |
| Высота (мм)                         | 1920        | 1950                     | 1960                     | 1960                      | 1960                      | 2150                     | 2160                                              |
| Высота линии огня (мм)              | 1500        | 1500                     | 1500                     | 1500                      | 1500                      | 1550—1570                | 1570                                              |
| Клиренс (мм)                        | 375         | 385                      | 375                      | 385                       | 385                       | 390                      | 390                                               |
| Ширина трака (мм)                   | 360         | 360                      | 360—400                  | 380—400                   | 380—400                   | 400                      | 400                                               |
| Удельное давление на грунт (кг/см²) | 0,93        | 0,93                     | 0,93                     | 0,93                      | 0,93                      | 0,94                     | 0,96                                              |
| Марка орудия                        | StuK 37/L24 | StuK 37/L24              | StuK 37/L24              | StuK 37/L24               | StuK 37/L24               | StuK 40/L43—StuK 40/L48  | StuK 40/L48                                       |
| Калибр (мм)                         | 75          | 75                       | 75                       | 75                        | 75                        | 75                       | 75                                                |
| Длина ствола (калибры)              | 24          | 24                       | 24                       | 24                        | 24                        | 43—48                    | 48                                                |
| Боекомплект (выстрелов)             | 44          | 44                       | 44                       | 44                        | 50                        | 44—54                    | 54                                                |
| Пулемёт                             | нет         | нет                      | нет                      | MG-34                     | MG-34                     | MG-34                    | MG-34                                             |
| Боекомплект (патронов)              | нет         | нет                      | нет                      | 300                       | 600                       | 600                      | 600 (900)                                         |
| Броня корпуса (мм)                  | нет         | 50/27/27                 | 50/27/27                 | 50/30/30                  | 50/30/30                  | 50+30/30/30              | 80/30/30                                          |
| Броня рубки (мм)                    | сталь       | 50/30/30                 | 50/30/30                 | 50/30/30                  | 50/30/30                  | 50+30/30/30              | 80/30/30                                          |
| Дно и крыша (мм)                    | 16/11       | 16/11                    | 16/11                    | 16/11                     | 16/11                     | 16/11                    | 19/11                                             |
| Скорость движения (км/ч)            | 25          | 30                       | 40                       | 40                        | 40                        | 40                       | 40                                                |
| Запас топлива (л)                   | 300         | 310                      | 310                      | 310                       | 300                       | 310                      | 310                                               |
| Запас хода (по шоссе/просёлку)      | 165/95      | 160/100                  | 165/95                   | 165/95                    | 165/95                    | 165/95                   | 155/95                                            |
| Выпущено (штук)                     | 5           | 38                       | 300                      | 50+150                    | 284                       | 366+250                  | около 7800                                        |
| Срок изготовления                   | 1937        | Январь — май 1940        | Июнь 1940 — май 1941     | Май — сентябрь 1941       | Сентябрь 1941 — март 1942 | Март 1942 — декабрь 1942 | Декабрь 1942 — апрель 1945                        |
| Серийные номера                     | 90216—90220 | 90001—90030, 90401—90408 | 90101—90350, 90501—90550 | 90551—90600 / 90601—90750 | 90751—91034               | 91035—91650              | 91651—94250 95001—97586 в диапазоне 105001—108920 |

## Производство
| Год   | Модель             | Производитель | 1     | 2     | 3     | 4     | 5     | 6     | 7     | 8     | 9     | 10    | 11    | 12    | Всего   |
| ----- | ------------------ | ------------- | ----- | ----- | ----- | ----- | ----- | ----- | ----- | ----- | ----- | ----- | ----- | ----- | ------- |
| 1940  | StuG III Ausf. A   | Daimler-Benz  | 1     | 3     | 6     | 10    | 10    |       |       |       |       |       |       |       | 30      |
| 1940  | StuG III Ausf. В   | Alkett        |       |       |       |       |       | 12    | 12    | 10    | 29    | 35    | 35    | 21    | 154     |
| 1941  | StuG III Ausf. A   | Alkett        | 8*    |       |       |       |       |       |       |       |       |       |       |       | 8*      |
| 1941  | StuG III Ausf. В   | Alkett        | 44    | 30    | 30    | 42    |       |       |       |       |       |       |       |       | 146     |
| 1941  | StuG III Ausf. С   | Alkett        |       |       |       | 5     | 45    |       |       |       |       |       |       |       | 50      |
| 1941  | StuG III Ausf. D   | Alkett        |       |       |       |       | 3     | 56    | 34    | 50    | 7     |       |       |       | 150     |
| 1941  | StuG III Ausf. E   | Alkett        |       |       |       |       |       |       |       |       | 31    | 71    | 46    | 46    | 194     |
| 1942  | StuG III Ausf. E   | Alkett        | 45    | 45    |       |       |       |       |       |       |       |       |       |       | 90      |
| 1942  | StuG III Ausf. F   | Alkett        |       |       | 3     | 36    | 79    | 70    | 60    | 84    | 34    |       |       |       | 366     |
| 1942  | StuG III Ausf. F/8 | Alkett        |       |       |       |       |       |       |       |       | 36    | 80    | 100   | 34    | 250     |
| 1942  | StuG III Ausf. G   | Alkett        |       |       |       |       |       |       |       |       |       |       |       | 86    | 86      |
| 1943  | StuG III Ausf. G   | Alkett        | 130   | 130   | 147   | 128   | 140   | 155   | 161   | 171   | 205   | 257   | 98    | 121   | 1843    |
| 1943  | StuG III Ausf. G   | Miag          |       | 10    | 50    | 100   | 120   | 120   | 120   | 120   | 140   | 138   | 130   | 120   | 1168    |
| 1944  | StuG III Ausf. G   | Alkett        | 102   | 59    | 144   | 194   | 255   | 200   | 236   | 232   | 265   | 253   | 251   | 361   | 2552    |
| 1944  | StuG III Ausf. G   | Miag          | 125   | 137   | 120   | 100   | 80    | 145   | 135   | 80    | 100   | 72    | 110   | 91    | 1295    |
| 1945  | StuG III Ausf. G   | Alkett        | 320   | 152   | 220   | 48    |       |       |       |       |       |       |       |       | 740     |
| 1945  | StuG III Ausf. G   | Miag          | 71    | 37    | 15    |       |       |       |       |       |       |       |       |       | 123     |
| Всего | Всего              | Всего         | Всего | Всего | Всего | Всего | Всего | Всего | Всего | Всего | Всего | Всего | Всего | Всего | 9237+8* |

*Построены на шасси линейного Pz.III Ausf. G.
|          | 1940 год | 1941 год | 1942 год | 1943 год | 1944 год | 1945 год |
| -------- | -------- | -------- | -------- | -------- | -------- | -------- |
| Январь   | 1        | 44*      | 45       | 130      | 227      | 391      |
| Февраль  | 3        | 30       | 45       | 140      | 196      | 189      |
| Март     | 6        | 30       | 3        | 197      | 264      | 235      |
| Апрель   | 10       | 47       | 36       | 228      | 294      | 48       |
| Май      | 10       | 48       | 79       | 260      | 335      |          |
| Июнь     | 12       | 56       | 70       | 275      | 341      |          |
| Июль     | 12       | 34       | 60       | 281      | 377      |          |
| Август   | 10       | 50       | 80       | 291      | 312      |          |
| Сентябрь | 29       | 38       | 70       | 345      | 356      |          |
| Октябрь  | 35       | 71       | 84       | 395      | 325      |          |
| Ноябрь   | 35       | 46       | 100      | 295      | 361      |          |
| Декабрь  | 21       | 46       | 120      | 174      | 452      |          |
| Всего    | 184      | 540      | 792      | 3011     | 3840     | 863      |

*плюс 8, построенных на шасси линейного Pz.III Ausf. G.
Кроме того в 1944 году в StuG 40 было переделано до 200 танков:
|                        | 4  | 5  | 6  | 7  | Всего |
| ---------------------- | -- | -- | -- | -- | ----- |
| gr.Pz.Bef.Wg.          |    |    | 2  |    | 2     |
| Pz.III mit 5 cm L/42   | 15 | 13 | 17 | 13 | 58    |
| Pz.III mit 5 cm L/60   | 28 | 28 | 33 | 11 | 100   |
| Pz.III mit 7,5 cm L/24 |    | 4  | 4  | 1  | 9     |
| Pz.III Flamm           | 1  | 1  |    | 2  | 4     |
| Всего                  | 44 | 46 | 56 | 27 | 173   |

## Вооружение и бронезащита

### Вооружение

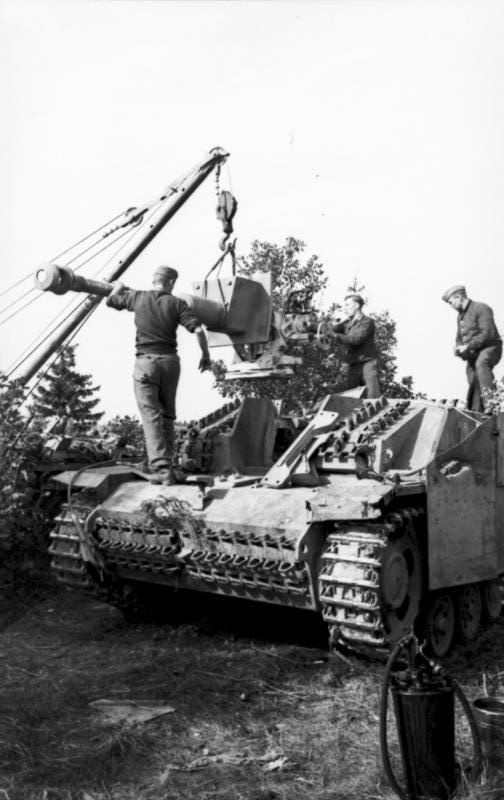

Основным вооружением САУ являлась танковая пушка 7,5 cm KwK 40.
Боекомплект пушки — 44 снаряда, предпочтительное распределение: 12 % K.Gr.rot Pz. (бронебойно-трассирующий), 65 % Sprenggranaten (ОФ) и 23 % Nebelgranaten (дымовой).
В начальный период ВОВ короткоствольное орудие Stuk 37 L24 с лёгкостью пробивало советские лёгкие и даже некоторые средние танки (Т-26, БТ-2, БТ-5, БТ-7, Т-28, Т-40 и т. д.) в борт — на расстоянии до 1500 м, в лобовые проекции — не более 700 м. Пробитие могло произойти не только бронебойными снарядами, но и фугасными (дистанция не более 400 м, толщина брони 20 мм).
 Бронепробиваемость немецкого орудия Stuk 37 L24, установленное на Stuk 3 (0-B).
| Вид снаряда             | K.Gr.rot Pz. | Gr.38 HL (кумулятивный) | Gr.38 HL/A (кумулятивный) | Gr.38 HL/B (кумулятивный) |
| ----------------------- | ------------ | ----------------------- | ------------------------- | ------------------------- |
| Масса снаряда, кг       | 6,8          | 4,5                     | 4,4                       | 4,57                      |
| Начальная скорость, м/с | 385          | 452                     | 450                       | 450                       |
| Бронепробиваемость, мм  |              |                         |                           |                           |
| 100 м                   | 41           | 45                      | 70                        | 75                        |
| 500 м                   | 39           | 45                      | 70                        | 75                        |
| 1000 м                  | 35           | 45                      | 70                        | 75                        |
| 1500 м                  | 33           | 45                      | 70                        | 75                        |

### Бронезащита

#### Испытания бронезащиты StuG III в СССР
В 1942 году на научно-испытательном полигоне ГАБТУ КА был произведён обстрел трофейных немецких танков. По итогам данного обстрела был составлен «Отчёт по испытанию немецких танков обстрелом бронебойными и осколочными снарядами из танковых пушек». В ходе указанного обстрела был обстрелян в том числе и немецкий танк «Арт-Штурм» (именно под таким названием и именно как «танк» StuG III фигурирует в данном отчёте).
Обстрелу подверглась одна из ранних модификаций StuG III, вооружённая короткоствольной 75-мм пушкой. Согласно отчёту, бортовая броня обстрелянного образца составляла 30 мм под углом 0°, лобовая — 50 мм под углом 15°. Были получены следующие результаты:
Обстрел 45-мм пушкой, установленной на танке Т-70

Обстрел лобовой проекции: «…45-мм бронебойный снаряд 50 мм лобовой брони не пробивает на любой дистанции…»

Обстрел боковой проекции: «…бортовую 30-мм броню 45-мм бронебойный снаряд пробивает на дистанции до 850 метров…»

Обстрел 76-мм пушкой Ф-34, установленной на танке Т-34

Обстрел лобовой проекции: «…76-мм бронебойный снаряд, при стрельбе из 76-мм пушки /Ф-34/ обр. 1940 г., пробивает лобовую броню на дистанции до 1000 м.. На дистанции больше 1000 м пробивная способность бронебойного снаряда не проверялась…»

Обстрел боковой проекции (осколочно-фугасным снарядом): «…76-мм осколочно-фугасный дальнобойный стальной снаряд при стрельбе из 76-мм пушки /Ф-34/ обр. 1940 г., установленной в танке Т-34, при попадании по броневым листам немецкого танка „Арт-Штурм“ толщиной 30 мм, броневые листы разрушает, выламывает с дистанции 1000 метров, и осколками снаряда и кусками брони поражается экипаж и агрегаты танка...»

В целом было отмечено:

«...Броня корпуса немецкого танка „Арт-Штурм“ вязкая и имеет хорошую снарядостойкость и не колется...»

#### Общая оценка уровня защищённости. Ранние модификации (до конца 1942)
Из отчёта видно, что по состоянию на 1941—1942 гг. StuG III обладал достаточным уровнем защищённости в условиях войны против СССР. Наиболее массовые 45-мм орудия, составлявшие основу противотанковой артиллерии СССР, которые находились на вооружении РККА в значительных количествах, а также адаптированные для установки на танки (прежде всего БТ, Т-26, Т-70 и проч.) и бронеавтомобили, и которыми РККА также располагала в значительных количествах были практически бессильны против лобовой брони StuG III, сохраняя способность поражать бортовую броню, в зависимости от курсового угла, с дистанций до 850 м).
Со временем доля артсистем, которые уверенно поражали StuG III на дистанциях не менее 1 км (а в борт даже осколочно-фугасной гранатой с дистанции 1 км), в РККА росла, что вызвало модернизации StuG III в плане повышения уровня бронезащиты.

#### Общая оценка уровня защищённости. Поздние модификации (вторая половина 1942 до 1945)
После появления модификации Ausf. F лобовая броня увеличилась до 80 мм, что вкупе с углом бронирования давало хорошую защиту. Теперь пушка Ф-34, установленная на танке Т-34, не могла пробивать лобовую броню StuG III на дальних и средних дистанциях, а вступить в ближний бой Т-34 не мог из-за большей вероятности быть подбитым, прежде чем самому открыть огонь. То же самое относится и к танку M4 Sherman.
Всё это свидетельствует о том, что САУ была надёжно защищена (в лобовой проекции) от лёгких и средних танков союзников.
Важным достоинством САУ во всех модификациях являлся низкий силуэт, резко снижавший вероятность её поражения прямой наводкой с дальних и средних дистанций и позволявший эффективно использовать различные виды укрытий.

## Основные операторы

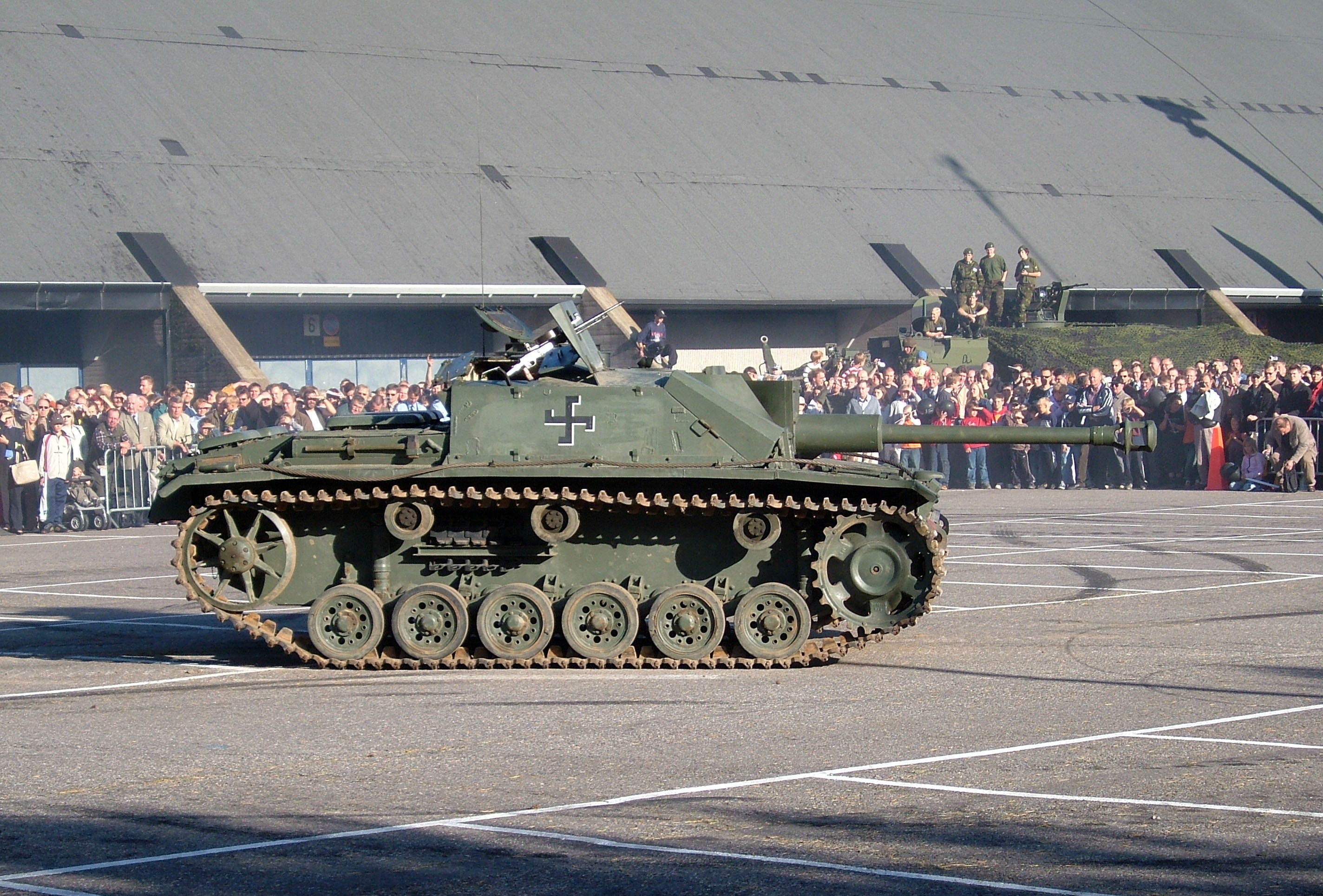
Финский StuG III Ausf. G. с ДТ-29

StuG III состоял на вооружении армий следующих стран:
- Нацистская Германия — StuG III применялись вермахтом и войсками Ваффен-СС, поставлялись сателлитам Нацистской Германии.
- СССР — трофейные StuG III применялись в Красной армии, использовались для полевых испытаний и в качестве основы для многих прототипов советской бронетехники. Среди советских фронтовиков и конструкторов получил прозвище «Арт-Штурм».
- Румыния
- Болгария — с 1943 года Германия начала поставлять САУ StuG III для нужд войск Третьего Болгарского царства.
- Финляндия — поставлялись Германией в годы войны.
- Венгрия
- Италия — использовались Италией в Африке для борьбы с английскими танками, в войсках Италии заменили устаревшие на тот момент танки M13/40, M14/41 и M15/42. Производством руководила компания «Fiat-Аnslando».

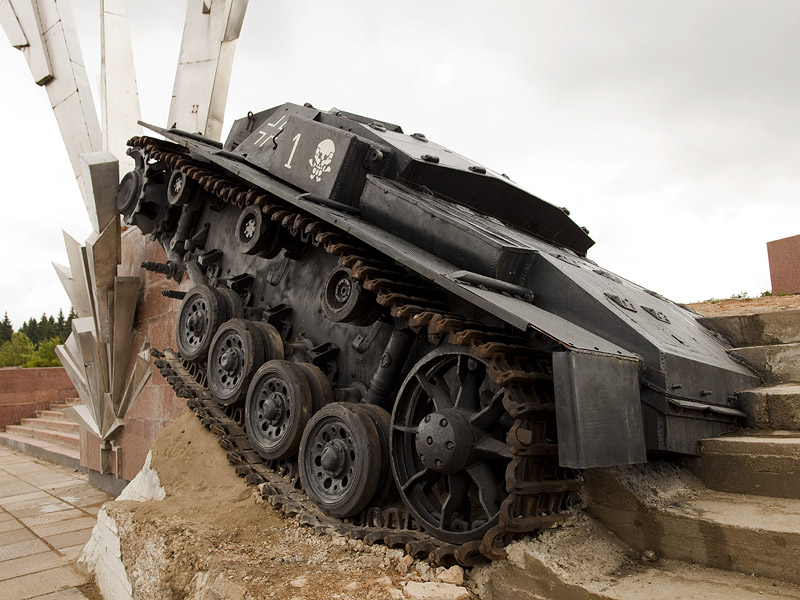
StuG III в открытой экспозиции мемориала 11 героям-сапёрам (Волоколамск, Россия)

- Испания
- Сирия
- Турция
- Королевство Югославия[источник не указан 3407 дней]

## Сохранившиеся образцы
- StuG III ранней модификации на Поклонной горе в Москве. Этот приблизительный макет был сделан для ЦМ ВОВ с использованием частей шасси танка Pz. III.
- StuG III Ausf.B — реплика рубки StuG III Ausf.B с оригинальным орудием StuK 37 L/24 установлены на реальном корпусе ходовой StuG III Ausf. G в ИКК «Линия Сталина» в Беларуси.
- StuG III Ausf. C/D — находится в музее Arsenalen[швед.] в шведском городе Стренгнес.
- StuG III Ausf. C/D — находится в экспозиции мемориала 11 героям-сапёрам «Взрыв» в Волоколамске (114-й км Волоколамского шоссе, Россия).
- StuG III Ausf. F/8 — находится в экспозиции Музея бронетанковой техники в Кубинке.
- StuG III Ausf. G — в рабочем состоянии находится в ИКК «Линия Сталина» в Беларуси.
- StuG III Ausf. G — Бронетанковый музей Сухопутных войск (Museo de Medios Acorazados del Ejército de Tierra, сокращённо — MUMA), военная база Эль-Голосо (Base Militar de El Goloso) к северу от Мадрида, Испания.
- StuG III Ausf. G — находится в Музейном комплексе УГМК
- StuG 40-находится в экспозиции Парка Победы в г. Саратове.

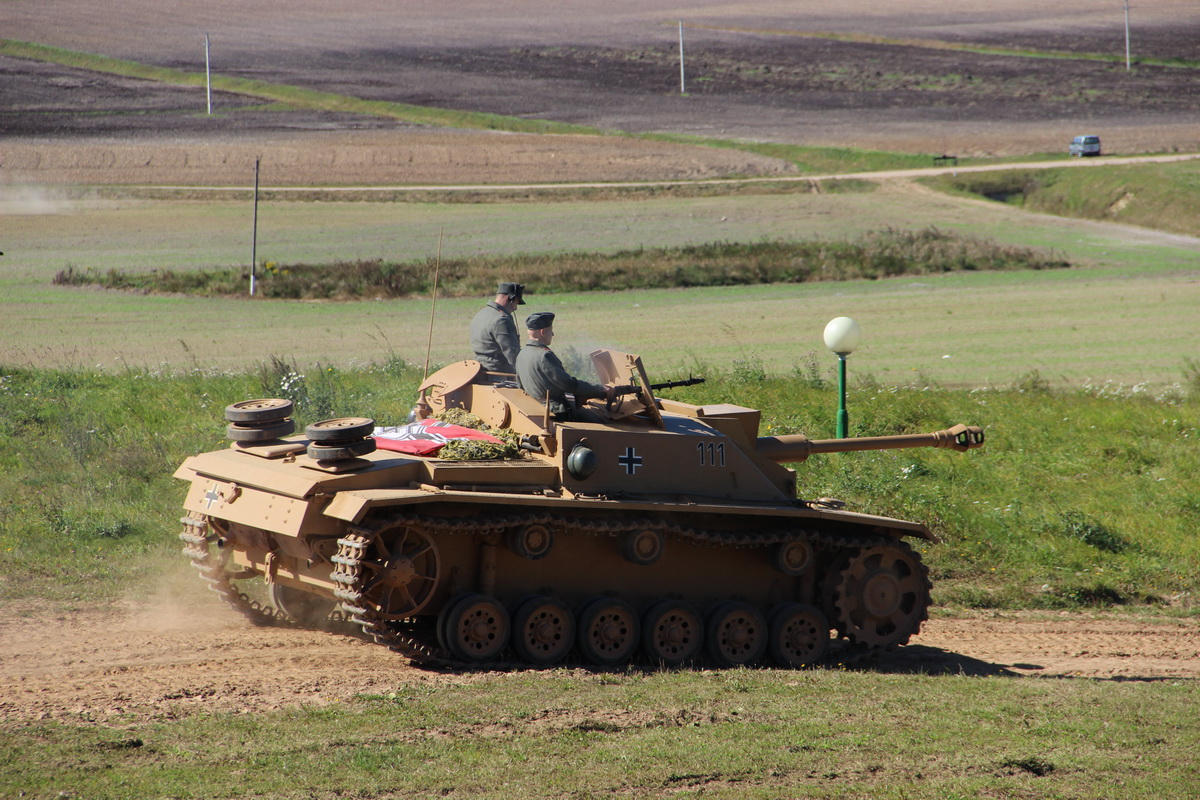
StuG III на мероприятии в ИКК «Линия Сталина» (Беларусь)